# Damien Chazelle

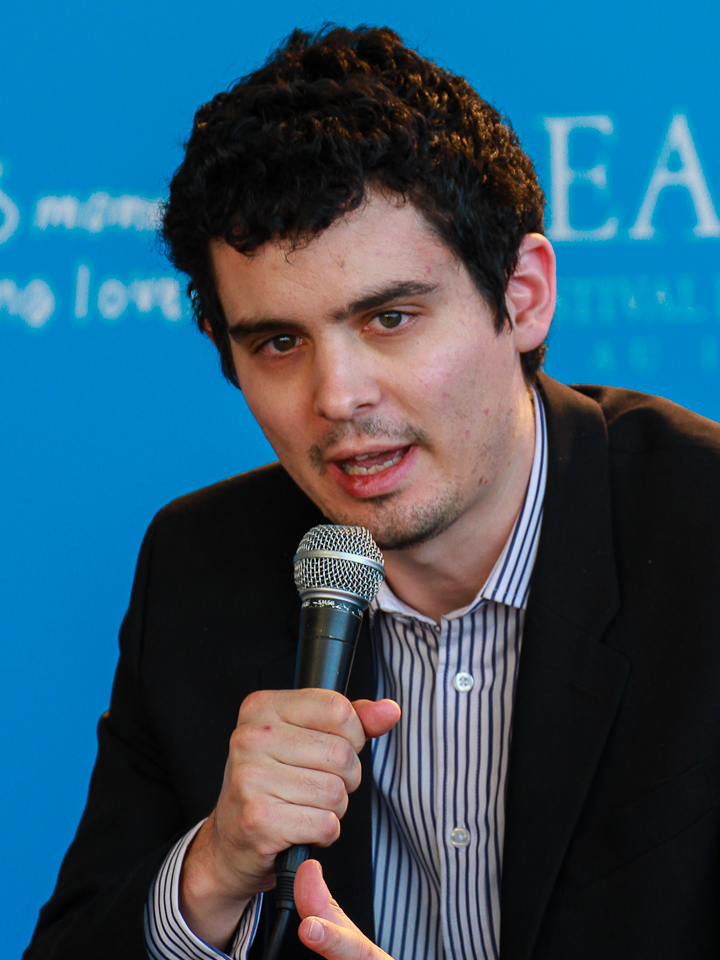
Damien Chazelle (2014)

Damien Sayre Chazelle (* 19. Januar 1985 in Providence, Rhode Island) ist ein amerikanisch-französischer Drehbuchautor und Filmregisseur. Bekanntheit erlangte er vor allem ab Ende der 2000er-Jahre durch vom Jazz inspirierte Musikfilme. Für den Musicalfilm La La Land (2016) gewann er zwei Golden Globe Awards in den Kategorien Regie und Drehbuch sowie den Oscar in der Kategorie Beste Regie.

## Leben und Werk
Damien Chazelle ist der Sohn des französischen Informatikers Bernard Chazelle. In der Highschool versuchte er, Jazz-Schlagzeuger zu werden, merkte aber recht schnell, dass ihm dafür das notwendige Talent fehlte. Stattdessen konzentrierte er sich wieder auf seinen ersten Berufswunsch als Filmemacher. Er besuchte die Harvard University, wo er Visual and Environmental Studies studierte. Dort lernte er auch seine spätere Frau Jasmin McGlade kennen, die ebenfalls im Filmgeschäft tätig ist.
Sein Filmdebüt als Regisseur war der Jazz-Musicalfilm Guy and Madeline on a Park Bench. Als Drehbuchautor schrieb er zusammen mit Ed Gass-Donnelly den Film Der letzte Exorzismus: The Next Chapter (2013) und war alleiniger Drehbuchautor des Thrillers Grand Piano – Symphonie der Angst (2013). Außerdem überarbeitete er das von Josh Campbell und Matthew Stuecken verfasste Drehbuch The Cellar, das schließlich von Dan Trachtenberg unter dem Titel 10 Cloverfield Lane verfilmt wurde und 2016 in die Kinos kam.
Seine eigentliche Intention war es jedoch, eigene Ideen umzusetzen, und so suchte er ab 2012 Geldgeber für den Film Whiplash. Nachdem das Drehbuch 2012 auf der sogenannten „Black List“ zu finden war, fand er einige Produzenten, darunter Helen Estabrook, die auch den Schauspieler J. K. Simmons als einen der Hauptdarsteller ins Gespräch brachte. Zum Sundance Film Festival wurde ein Kurzfilm in Auftrag gegeben, der weitere Geldgeber werben sollte. Whiplash gewann tatsächlich den Kurzfilm-Preis des Festivals. Anschließend konnte der Film gedreht werden, der 2014 auf dem Sundance Film Festival den großen Preis der Jury und den Publikumspreis erhielt. Auf dem Festival des amerikanischen Films 2014 gewann er ebenfalls den großen Preis der Jury und den Zuschauerpreis. Der Film wurde bei der Oscarverleihung 2015 für fünf Preise nominiert und gewann die Auszeichnungen für Nebendarsteller, Schnitt und Ton.
2016 eröffnete Chazelles dritter Spielfilm La La Land den Wettbewerb des 73. Internationalen Filmfestivals von Venedig. Das Filmmusical handelt von einem ehrgeizigen Jazzpianisten (gespielt von Ryan Gosling) und einer aufstrebenden Schauspielerin (Emma Stone), die sich im Los Angeles der Gegenwart ineinander verlieben. Der Film gewann in der amerikanischen Filmpreissaison 2016/17 mehr als 100 Auszeichnungen und brachte Chazelle bei der Verleihung der Golden Globe Awards 2017 die Preise in den Kategorien Beste Regie und Bestes Drehbuch ein. Bei Bekanntgabe der Oscar-Nominierungen 2017 erhielt La La Land die Rekordanzahl von 14 Nominierungen, darunter Chazelle in den Kategorien Regie und Originaldrehbuch. Der Film erhielt letztendlich sechs Auszeichnungen, musste sich aber in der Kategorie Bester Film dem Drama Moonlight geschlagen geben. Mit 32 Jahren wurde Chazelle als bis dahin jüngster Preisträger mit dem Regie-Oscar geehrt.
Zwei Jahre nach La La Land folgte das Historiendrama Aufbruch zum Mond (2018) mit Ryan Gosling in der Hauptrolle des US-amerikanischen Astronauten Neil Armstrong. Mit der Filmbiografie konnte Chazelle nur bedingt an den großen Erfolg seiner vorangegangenen Regiearbeit anknüpfen. Auch war es das erste Spielfilmprojekt, das er nicht nach eigenem Drehbuch realisierte. Im Jahr 2022 stellte Chazelle seinen vierten Spielfilm Babylon – Rausch der Ekstase fertig, der den Fokus auf die Filmmetropole Hollywood in der Übergangsphase vom Stumm- zum Tonfilm legt. Für die Hauptrollen wurden Margot Robbie, Brad Pitt und Diego Calva verpflichtet.

## Filmografie (Auswahl)

### Regisseur
- 2009: Guy and Madeline on a Park Bench
- 2013: Whiplash (Kurzfilm)
- 2014: Whiplash
- 2016: La La Land
- 2018: Aufbruch zum Mond (First Man)
- 2020: The Eddy (Miniserie, 2 Episoden)
- 2020: The Stunt Double (Kurzfilm)
- 2022: Babylon – Rausch der Ekstase (Babylon)

### Drehbuchautor
- 2009: Guy and Madeline on a Park Bench
- 2013: Der letzte Exorzismus: The Next Chapter (The Last Exorcism 2: The Beginning of the End)
- 2013: Grand Piano – Symphonie der Angst (Grand Piano)
- 2014: Whiplash
- 2016: 10 Cloverfield Lane
- 2016: La La Land
- 2022: Babylon – Rausch der Ekstase (Babylon)